# Begonia strigulosa
Espèce
Begonia strigulosa est une espèce de plantes de la famille des Begoniaceae.
Elle a été décrite en 1858 par Justus Carl Hasskarl (1811-1894) sous le basionyme de Gurltia strigulosa, puis recombinée dans le genre Begonia en 1864 par Alphonse Pyrame de Candolle (1806-1893). L'épithète spécifique strigulosa vient du mot latin strigilis, cannelure, et du suffixe latin -osa, « qui a beaucoup de » et signifie donc « ayant de nombreuses cannelures ».

## Répartition géographique
Cette espèce est originaire du pays suivant : Indonésie.